# Етички покрет
Етички покрет, који се назива и покрет етичке културе, етички хуманизам или једноставно етичка култура, је етички, образовни и религиозни покрет који се обично повезује са деловањем Феликса Адлера (1851–1933). Појединачне организације се генерално називају „Етичка друштва“, иако њихова имена могу укључивати „Етичко друштво“, „Друштво етичке културе“, „Друштво за етичку културу“, „Етичко хуманистичко друштво“ или друге варијације на тему „етичког".
Етички покрет је изданак секуларних моралних традиција у 19. веку, углавном у Европи и Сједињеним Државама. Док су неки у овом покрету наставили да се организују за секуларни хуманистички покрет, други су покушали да изграде секуларни морални покрет који је био наглашено „религиозан“ у свом приступу развоју хуманистичких етичких кодекса, у смислу подстицања конгрегационих структура и верских обреда и пракси. Док су се у Сједињеним Државама ови покрети формирали као засебне образовне организације (Америчка хуманистичка асоцијација и Америчка етичка унија), британски еквиваленти Америчке етичке уније, Саут Плејс Етичко друштво и Британска етичка унија свесно су се удаљили од конгрегационог модела у постати Конвеј Хол и Хуманисти УК.
На међународном нивоу, Етичка култура и секуларне хуманистичке групе су се увек организовале заједно; Америчка етичка унија и Британска етичка унија биле су оснивачи Humanists International, чији је оригинални назив „Међународна хуманистичка и етичка унија“ одражавао јединство покрета.
Етичка култура је заснована на идеји да је поштовање и живот у складу са етичким принципима централно за оно што је потребно да би се живели смислени и испуњени животи, као и за стварање света који је добар за све. Практичари етичке културе фокусирају се на подршку једни другима да постану бољи људи и да чине добро у свету.

## Историја
Етички покрет је био резултат општег губитка вере међу интелектуалцима викторијанске ере. Претеча доктрина етичког покрета може се наћи у Етичком друштву Саут Плејс, основаном 1793. године на ивици лондонског Ситија.

## Организациони модел
Функционално, етичка друштва су била организована на сличан начин као цркве или синагоге и на њиховом челу су „вође“ као свештенство. Њихови оснивачи су сумњали да ће ово бити успешан модел за ширење секуларног морала. Као резултат тога, Етичко друштво би обично имало састанке у недељу ујутру, нудило моралне инструкције за децу и тинејџере и организовали би добротворне и друштвене акције. Они спроводе венчања,комеморативне службе и друге активности.

## Кључне идеје
Док Етичка култура не сматра ставове свог оснивача нужно последњом речју, Адлер је идентификовао кључне идеје које остају важне у оквиру Етичке културе. Ове идеје укључују:
- Људска вредност и јединственост – За све људе се сматра да имају инхерентну вредност, а не у зависности од вредности онога што раде. Они заслужују поштовање и достојанство, а њихове јединствене дарове треба подстицати и славити.[2]
- Извлачење најбољег – „Увек се понашајте тако да извучете најбоље у другима, а тиме и у себи“ је онолико близу колико Етичка култура дође до златног правила.[2]
- Међусобна повезаност – Адлер је користио термин Етичка многострукост да се односи на своју концепцију универзума који се састоји од безброј јединствених и неопходних моралних агената (појединачних људских бића), од којих свако има непроцењив утицај на све остале. Другим речима, сви смо међусобно повезани, при чему свака особа игра улогу у целини и целина утиче на сваку особу. Наша међусобна повезаност је у срцу етике.

Многа етичка друштва уочљиво имају знак који каже „Место где се људи састају да траже највише је света земља“.

## Локације
Највећа концентрација Етичких друштава је у метрополитанској области Њујорка, укључујући друштва у Њујорку, Менхетну, Бронксу, Бруклину, Квинсу, Вестчестеру и округу Насау; и Њу Џерси, као што су округи Берген и Есекс, Њу Џерси.
Етичка друштва постоје у неколико америчких градова и округа, укључујући Остин, Тексас; Балтиморе; Чапел Хилл; Ешвил, Северна Каролина; Чикаго; Сан Хозе, Калифорнија; Филаделфија; Ст. Лоуис; Сент Питерс, Мисури; Вашингтон; Луисбург, Пенсилванија, и Беч, Вирџинија.
Етичка друштва се налазе и у Лондону, где је основано 1787.

## Структура и догађаји
Етичка друштва обично воде „Лидери“. Лидери су обучени и сертификовани (еквивалент хиротоније) од стране Америчке етичке уније. Друштва ангажују вође, на исти начин на који протестантске конгрегације „зову“ свештеника. Немају сва етичка друштва професионалног вођу. (У типичној употреби, Етички покрет користи велика слова да разликује сертификоване професионалне лидере од других лидера.) Управни одбор се бави свакодневним пословима, а комитети чланова се фокусирају на специфичне активности и ангажмане друштва.
Етичка друштва обично одржавају недељне састанке недељом, а главни догађај сваког састанка је „Платформа“, која укључује получасовни говор лидера Етичког друштва, члана друштва или гостију. Недељна школа за малолетнике се такође одржава у већини етичких друштава паралелно са Платформом.

## Правни изазови
Порески статус Етичких друштава као верских организација потврђен је у судским предметима у Вашингтону (1957), и у Остину, Тексас (2003). У оспоравању ускраћивања статуса ослобођеног пореза, Апелациони суд државе Тексас одлучио је да је „тест контролора био неуставно недовољно инклузиван и да је Етичко друштво требало да се квалификује за тражена пореска ослобођења... Зато што тест контролора не успева да обухвати читав низ система веровања који би, у нашем разноликом и плуралистичком друштву, могли да заслуже заштиту Првог амандмана..."

## Заговорници покрета
Британски премијер Ремзи Макдоналд био је снажан присталица британског етичког покрета, пошто је раније у животу био хришћанин. Био је члан Етичке цркве и Уније етичких друштава (сада Хуманисти УК ), редовни учесник Етичког друштва Саут Плејс. Током свог времена активности у оквиру покрета, председавао је годишњим састанком Етичке уније у више наврата и писао за часопис удружења Ethical World.
Британски критичар и планинар Лесли Стивен био је истакнути присталица етичке културе у Великој Британији, обављајући више мандата као председник Етичког друштва Западног Лондона, и био је укључен у стварање Уније етичких друштава.
Алберт Ајнштајн је био присталица етичке културе. На седамдесет пету годишњицу Њујоршког друштва за етичку културу, 1951. године, приметио је да идеја етичке културе оличава његову личну концепцију онога што је највредније и најтрајније у религиозном идеализму. Човечанству је потребно такво веровање да би преживело, тврдио је Ајнштајн. Он је приметио: „Без 'етичке културе' нема спаса за човечанство.
Прва дама Елеонор Рузвелт била је редовна учесница Њујоршког друштва за етичку културу у време када је хуманизам почео да се спаја у свом модерном облику, и тамо је развила пријатељства са водећим хуманистима и етичким културњацима свог времена.